# Allodonta kalixt
Allodonta kalixt är en fjärilsart som beskrevs av Alexander Schintlmeister 1997. Allodonta kalixt ingår i släktet Allodonta och familjen tandspinnare. Inga underarter finns listade i Catalogue of Life.